# Yakuza Apocalypse
Yakuza Apocalypse (en japonés: 極道大戦争, Gokudō Daisensō?) también conocida como Yakuza Apocalypse: The Great War of the Underworld, es una película japonesa de acción, fantasía y vampiros yakuza de 2015, dirigida por Takashi Miike y escrita por Yoshitaka Yamaguchi. Fue estrenada, como proyección especial, en el Festival Internacional de Cine de Cannes el 21 de mayo de 2015, antes de estrenarse en los cines de Japón el 20 de junio de 2015.

## Argumento
Kamiura es un legendario y respetado jefe yakuza, de un pueblo no especificado de Japón, responsable de proteger a sus habitantes y de mantener la paz. Se rumorea que es invencible, pero en realidad es un poderoso vampiro, que decide no alimentarse de civiles inocentes y por eso cada vez, esta más débil. Uno de los pocos que conoce su naturaleza es el joven Kageyama, su subordinado más leal.
Un día, la armonía del pueblo se ve alterada por la llegada de dos individuos extraños: un sacerdote victoriano armado con un rifle que dispara balas eléctricas y Kyoken, un luchador de artes marciales vestido de otaku, conocido como "perro loco". Los dos, después de un breve enfrentamiento, noquean a Kageyama y, ante sus ojos, decapitarán al jefe Kamiura. Sin embargo, antes de perder el conocimiento, el joven Kageyama ve a su capitana yakuza Zenba junto a los asesinos, descubriendo así su traición. Poco después y en sus últimos momentos de vida, la cabeza moribunda de Kamiura muerde a Kageyama, convirtiéndolo también en vampiro.
Aturdido y confundido Kageyama deambula por las calles y, a medida que comienzan a despertar sus nuevas habilidades, también aumenta el deseo de vengar la muerte del jefe Kamiura.
Y así, comenzará una batalla de venganza entre los vampiros yakuza convertidos por el propio Kageyama y los extraños individuos que trabajan para la traidora capitana yakuza Zenba. Además de tener que enfrentarse al misterioso e imparable Kaeru-kun, líder de un sindicato internacional.

## Reparto
| Actor              | Papel                    |
| ------------------ | ------------------------ |
| Hayato Ichihara    | Akira Kageyama           |
| Riko Narumi        | Kyōko Anan               |
| Yayan Ruhian       | Kyoken (perro loco)      |
| Lily Franky        | Genyō Kamiura            |
| Denden             | Hougan                   |
| Reiko Takashima    | Sosuke Zenba             |
| Masanori Mimoto    | Kaeru-kun (la rana)      |
| Shō Aoyagi         | Angus                    |
| Kiyohiko Shibukawa | Aratetsu                 |
| Mio Yūki           | Estudiante de secundaria |
| Pierre Taki        | Jefe yakuza rival        |
| Masaki Miura       |                          |
| Yoshiki Arizono    |                          |
| Yasuhi Nakamura    |                          |
| Tetsu Watanabe     |                          |
| Ryushin Tei        | Sacerdote asesino        |
| Yoko Mitsuya       |                          |
| Nanae Furukawa     |                          |

## Otros créditos
- Productor ejecutivo: Naoki Satō.
- Planificación: Yoshinori Chiba.
- Productores: Shin'ichirô Masuda, Shinjiro Nishimura y Misako Saka.
- Productor asociado: Tomoo Fukatsu.
- Asistente de producción: Azusa Yamashiro.
- Productor de línea:
- Iluminación: Yoshi Watabe.
- Grabación (sonido): Jun Nakamura.
- Diseñador de producción (arte): Akira Sakamoto.
- Decoración: Sachio Tanida.
- Efectos de sonido: Kenji Shibasaki.
- Coordinador de especialistas: Keiji Tsujii y Masayoshi Deguchi.
- Supervisora de efectos visuales: Kaori Ohtagaki (Kaori Ôtagaki)
- Casting: Tsuyoshi Sugino.
- Cooperación de producción: Nikkatsu Chofu Studio y Django Film.
- Planificación, distribución y promoción: Nikkatsu Corporation.
- Compañía productora: OLM.

## Producción
El director Miike Takashi comentó con entusiasmo: «Adiós, películas japonesas débiles y aburridas. Nadie quiere eso, pero voy a volver a mis raíces y volverme loco».
La producción de la película comenzó el 17 de abril de 2014, y contó con la participación del actor y coreógrafo de dobles indonesio Yayan Ruhian, quien ya había coprotagonizado The Raid y The Raid 2. Además de ser su primera incursión como actor fuera de Indonesia, su país natal.
Estaba previsto que la película se estrenara en 21 países de todo el mundo, incluidos: Francia, Alemania, Italia, Australia, Tailandia e Indonesia.
También fue la primera película japonesa en proyectarse en MX4D.

## Lanzamiento
La película se estrenó el 21 de mayo de 2015 en el 68.º Festival Internacional de Cine de Cannes de Francia, y 20 de junio de 2015 en los cines de Japón. Posteriormente se proyecto en más de una veintena de festivales de todo el mundo. En España se estrenó en el Festival de cine de sitges de 2015,junto con As the Gods Will, ambas en sección oficial a competición.

Fue lanzada en Japón en DVD y Blu-ray el 3 de noviembre de 2015, editado por Nikkatsu y distribuido por Happinet, en dos ediciones diferentes:
- Yakuza Apocalypse (Solo para alquiler) (極道大戦争 (レンタル専用)?) (1 disco) versión en DVD [5]y Blu-ray.[6]
- Yakuza Apocalypse Premium Edition (極道大戦争 プレミアム・エディション?) (2 disco) versión en DVD y Blu-ray.[7]
  - Disco principal: DVD o Blu-ray.
  - Disco extra: DVD. [8]
    - The Yakuza scene: Making of y entrevistas (61:50 min.)
    - Recopilación de eventos: 
      - Takashi Miike presenta un espacio solo para adultos (8:42 min.)
      - Evento de oración en el Santuario Kanda Myojin (7:21 min.)
      - Saludo en el escenario del día de apertura (11:44 min.)
      - Evento MX4D (6:04 min.)

    - Cortometraje de anime: Gokudou Sakaba Denden (極道酒場でんでん?) (14:05 min.)
    - Tráiler de cine, anuncio especial y spot de televisión.
    - Comentarios de audio del director Takashi Miike, Hayato Ichihara, Denden y del crítico de cine Morumotto Yoshida.

  - Funda especial.

También fue lanzada en DVD y Blu-ray en otros países por diferentes distribuidoras, y con diferente material extra.

## Recepción
Don Anelli en una reseña para Asian Movie Pulse, escribió: «A pesar de algunos defectos menores, "Yakuza Apocalypse" contiene muchos otros elementos interesantes que la convierten en una entrada muy entretenida en la filmografía de Miike. Si eres fan de sus otras obras o te fascinan las mezclas de terror y crimen que creó en el pasado, no dudes en verla. Si no te gusta esta película o encuentras sus defectos demasiado abrumadores, ten cuidado».
En una reseña de Fiebre de Cabina comentaron: «Yakuza Apocalypse es en una cinta que los estómagos de muchos espectadores, aún aficionados al cine oriental, no están acostumbrados a digerir, es demencial, rápida y en ocasiones surrealista, pero la mitología en la que se apoya tiene  cimientos sólidos: la creatividad de Takashi Miike de una parte, y de otra una tradición y manera de hacer películas en Japón para la cual los occidentales parece que no estamos preparados, algo nos falta para llegar a los niveles de locura de Yakuza Apocalypse y de otras cintas de Takashi Miike».
Domingo López en una reseña para Cine Divergente, escribió: «Yakuza Apocalypse está pensada más para los fieles del director que para el público convencional, eso es indudable, pero no por ello deja de ser una muestra sin mácula del Miike autor, creador de un universo propio y personal en el que, cualquier intento por nuestra parte de predecir lo próximo que va a ocurrir en la pantalla solo puede terminar en fracaso».

## Tema musical
Además de la banda sonora creada por Kōji Endō, la película contó con el tema musical Bite, de la banda de rock japonesa Knock Out Monkey.Lanzada el 6 de mayo de 2015, la canción fue compuesta por Knock Out Monkey, con letra de w-shun.

## Anime
Gokudou Sakaba Denden: Gokudou Daisensou Gaiden (極道酒場でんでん〜極道大戦争外伝〜?) es una serie anime de tres episodios y un spinof de la película Yakuza Apocalypse.Producida por DLE, la serie fue emitida en GYAO! el 30 de mayo de 2015, y por la televisión por satélite Movie Channel NECO el 5 de junio de 2015.

La serie es una versión deformada del personaje Hougan, que también aparece en la película, interpretado por el actor Denden, el cual también proporciona la voz. Además el grupo de rock japonés Group Tamashii (グループ魂?) realizó la canción principal de la serie, titulada Den-den (でんでん?).